# Hillsboro (Illinois)
Hillsboro – miasto w Stanach Zjednoczonych, w stanie Illinois, siedziba administracyjna hrabstwa Montgomery.